# Christchurch United
Christchurch United es un club de fútbol de la ciudad de Christchurch, Nueva Zelanda. Se fundó en 1970 como una fusión de varios clubes de la ciudad para poder participar en la Liga Nacional, que el equipo ganaría luego en seis ocasiones. Actualmente juega en la New Zealand National League, máxima categoría del fútbol neozelandés.

## Palmarés
- Liga Nacional de Nueva Zelanda (6): 1973, 1975, 1978, 1987, 1988 y 1991.
- Copa Chatham (7): 1972, 1974, 1975, 1976, 1989 y 1991, 2023.
- Mainland  Football League (1): 1998.